# 30.ª Brigada Mixta (Ejército Popular de la República)
La 30.ª Brigada Mixta fue una unidad del Ejército Popular de la República creada durante la Guerra Civil Española. A lo largo de la contienda intervino en diversas batallas, como la ofensiva de Segovia, Brunete, Levante o Peñarroya.

## Historial
La unidad fue creada el 31 de diciembre de 1936 en el frente del Guadarrama con fuerzas del teniente coronel Domingo Moriones, quedando asignada a la 2.ª División del I Cuerpo de Ejército. El mando de la 30.ª Brigada Mixta fue encomendado al mayor de milicias Manuel Tagüeña Lacorte. Entre las unidades de la brigada estaba el batallón alpino, del cual formaron parte esquiadores del Club Peñalara. La 30.ª BM permaneció en sus posiciones de la sierra hasta la primavera de 1937.
En mayo de 1937 la brigada fue asignada para su participación en la ofensiva de Segovia. El 30 de mayo dos de sus batallones atacaron la posición de Cabeza Lijar, mientras que otro batallón atacó Cabeza Rey, aunque los asaltos fueron infructuosos. En julio tomó parte en la batalla de Brunete, defendiendo con éxito sus posiciones el 22 de julio.
En agosto Tagüeña pasó a mandar una división, siendo relevado por el mayor de milicias José Suárez Montero. Durante cerca de un año la brigada permaneció situada en el frente de Madrid, con su puesto de mando en Los Berrocales.
El 3 de julio de 1938 la brigada fue asignada a la 61.ª División, siendo enviada al frente de Levante, bajo el mando del mayor de milicias Vicente Pragas, para hacer frente a la ofensiva franquista. El 13 de enero de 1939 fue enviada al sector de Hinojosa del Duque, con la 51.ª División, para tomar parte en la batalla de Peñarroya.

## Mandos
Comandantes
- Mayor de milicias Manuel Tagüeña Lacorte;[7]
- Mayor de milicias José Suárez Montero;
- Mayor de milicias Vicente Pragas;

Comisarios
- Ángel Marcos Salas,[8] de la CNT;
- Diego Pastor, de las JSU;
- Pedro Orgaz Librero, del PCE;[9]
- Cristóbal Cáliz Almirón, del PSOE;[10]
- Tomás Catalán;

Jefes de Estado Mayor
- teniente de carabineros Alejandro Veramendi Bueno;
- capitán de milicias Paradinas;
- capitán de milicias Ángel Tresaco Ayerra;